# Pyrrhura melanura
Pyrrhura melanura là một loài chim trong họ Psittacidae.